# Huit lords propriétaires de Caroline
 (mars 2022).
Si vous disposez d'ouvrages ou d'articles de référence ou si vous connaissez des sites web de qualité traitant du thème abordé ici, merci de compléter l'article en donnant les références utiles à sa vérifiabilité et en les liant à la section « Notes et références ».
Les huit lords propriétaires de Caroline ont bénéficié de la charte de 1663 signée par le Roi d'Angleterre Charles II d'Angleterre avec huit grands du Royaume, leur accordant le titre de Lords Proprietor de toutes les terres du Nouveau Monde, en partant de la limite sud de la colonie de Virginie de 36 degrés nord à 31 degrés nord (le long de l'actuelle Géorgie).
Fondement de l'histoire de la Caroline, cette charte leur permettait de louer leurs terres pour en tirer un revenu. Pour le roi, en pleine restauration britannique, c'était aussi le moyen de freiner l'expansion vers le sud de colons venant de Nouvelle-Angleterre, colonie avec laquelle la royauté était en froid. La charte a permis à des colons venus de fiefs royalistes comme la Barbade d'accéder aux meilleurs sites, comme la colonie du Cape Fear puis la colonie de Charleston.
Les huit bénéficiaires étaient remerciés par le roi de leur soutien actif pendant la guerre civile qui a mené à la Première Révolution anglaise, la plupart d'entre eux ayant organisé en exil le soutien à la royauté déchue. L'un d'eux, George Monck, était un officier supérieur de l'armée ennemie mais qui a fini par se rallier au roi pour permettre la restauration anglaise en 1660.
Deux ans après sa signature, la charte fut légèrement revue en 1665, avec une frontière nord étendue à 36 degrés 30 minutes nord. Cela permettait d'inclure les terres de la colonie d'Albemarle, le long de la baie d'Albemarle, venue de la colonie de Virginie, qui s'était installée en 1653 et commerçait avec la Nouvelle-Angleterre par des ventes de tabac. Plus symboliquement, la frontière sud fut étendue à 29 degrés nord, juste au sud de l'actuel Daytona Beach, ce qui inclut la colonie espagnole de St. Augustine.
Les huit Lords Proprietors nommés dans la charte étaient :
- Henry Hyde (2e comte de Clarendon), fils de Edward Hyde de Clarendon ;
- le général George Monck, rallié au roi au beau milieu de la Première Révolution anglaise ;
- William Craven (1er comte de Craven) ;
- John Berkeley, 1st Baron Berkeley of Stratton ;
- Sir William Berkeley (frère de John), gouverneur et plus grand planteur de tabac de Virginie ;
- Anthony Ashley-Cooper (1er comte de Shaftesbury), commanditaire de Robert Sanford et docteur Henry Woodward ;
- Sir George de Carteret, actionnaire avec son frère prince Rupert, Sir Peter Coleton, Thomas Povey (en) et John Locke, avec plus d'un millier d'actions, de la Compagnie Royale d'Afrique, relancée en 1672 pour approvisionner les nouvelles colonies en esclaves, qui envoie son fils James (1643 Jersey-1682 Jersey) à la Barbade pour superviser ses plantations de sucre ;
- Sir John Colleton, un planteur de la Barbade qui fit ses classes dans la guerre du roi Charles 1er contre le parlement, ami de John Yeamans gouverneur entre 1672 et 1674 de la Colonie de Charleston après avoir été fondateur en 1665 de la Colonie du Cape Fear, beaucoup plus au nord.

Tous vivaient en Angleterre, à l'exception du gouverneur de Virginie William Berkeley et John Colleton, le seul ayant un rôle actif en Caroline étant Lord Shaftesbury. Shaftesbury, avec l'aide de son secrétaire, le philosophe John Locke, a rédigé la Fundamental Constitutions of Carolina (en), un plan pour le gouvernement de la colonie fortement influencé par les idées du politologue anglais James Harrington. Certains des autres Lords Propriétaires avaient aussi des intérêts dans d'autres colonies : William Berkeley en Virginie, John Berkeley et George Carteret dans la Province du New Jersey.